# Chordální graf

Chordální graf a jeho optimální stromová dekompozice (s nejmenší možnou šířkou)

Chordální graf je takový graf, který neobsahuje kružnici velikosti alespoň 4 jako indukovaný podgraf.

## Příklady
- Lesy (neobsahují žádný cyklus, tím spíše ne velký indukovaný)
- Úplné grafy (každý indukovaný podgraf je klika, tedy ne kružnice větší než 3)
- k-stromy

## Vlastnosti
- Indukovaný podgraf chordálního grafu je opět chordální.
- Chordální graf obsahuje vrchol, jehož sousedství indukuje kliku.
- Spojením předchozích vlastností získáme, že se každý chordální dá získat z prázdného grafu tak, že postupně připojujeme vrcholy k nějaké klice. Této možnosti výstavby/rozebrání se říká vrcholové perfektní eliminační schéma.
- Toto schéma se dá použít pro vytvoření stromového rozkladu minimální šířky, kde každý uzel indukuje kliku. Naopak z každé stromové dekompozice je možné zrekonstruovat chordální graf, který je nadgrafem původního, tak, že se z každého uzlu udělá klika.
- Každý graf má stromovou šířku odpovídající nejmenší možné klikovosti chordálního nadgrafu.
- Chordální graf je průnikový graf podstromů ve stromě. To je vidět právě převodem na stromovou dekompozici a zpět.